# Bonaventura Baumgartner

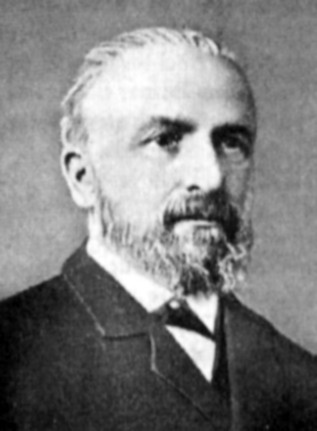
Bonaventura Baumgartner

Bonaventura Baumgartner (* 18. August 1822 in Oensingen; † 4. März 1884 in Solothurn) war ein Schweizer Lehrer, Beamter und Politiker.

## Leben

### Familie
Bonaventura Baumgartner war der Sohn des Bauern und Krämers Urs Josef Baumgartner († 1869).
Er heiratete 1856 Maria, die Tochter des Laufener Löwenwirts Franz Burger.

### Werdegang
Bonaventura Baumgartner besuchte die Primarschule in Oensingen und anschliessend die Bezirksschule in Neuendorf. Er kam darauf an das von Jakob Roth (1798–1863) geleitete staatliche Lehrerseminar in Oberdorf im Kanton Solothurn und war anschliessend als Primarlehrer in Bolken tätig. Aufgrund seines geringen Einkommens liess er sich zum Tischler und Schreiner ausbilden und hielt sich als Wandergeselle in Südfrankreich, Marokko und Algerien auf; er wurde in dieser Zeit 1842 von arabischen Stammesangehörigen für einige Zeit gefangen genommen.
Nach seiner Rückkehr war er von 1844 bis 1856 erneut in Rickenbach, Büsserach, Laufen, Oensingen und Solothurn als Lehrer tätig und erwarb 1849 das Lehrerpatent des Kantons Bern. Von 1856 bis 1861 war er als erster Turnlehrer in einer Dorfschule und später in Solothurn auch ein Vorkämpfer für das Schulturnen im Kanton Solothurn.
1861 war er Oberamtmann für den Bezirk Thal in Balsthal.
Bonaventura Baumgartner war von 1873 bis 1875 Direktor der Solothurnischen Hypothekarkasse (heute Solothurner Kantonalbank).
Von 1873 bis 1874 war er der erste Redakteur der Schweizerischen Landwirtschaftlichen Zeitschrift (heute Die Grüne) und folgte damit Carl Monnard (1831–1904), der der Redakteur des Vorgängerorgans Landwirtschaftliche Zeitung gewesen war; sein Nachfolger wurde Adolf Kraemer.
Er verfasste auch verschiedene landwirtschaftliche Publikationen.
In Solothurn arbeitete Baumgartner eng mit dem Deutschen Fritz Rödiger zusammen, der ab 1864 in Bellach den Weiherhof bewirtschaftete.

### Politisches Wirken
Bonaventura Baumgartner war ein Anhänger der Demokratischen Bewegung.
Er war 1861 und von 1873 bis 1875 Solothurner Kantonsrat und von 1861 bis 1873 sowie von 1875 bis zu seinem Tod Regierungsrat und stand erst dem Landwirtschaftsdepartements und dann dem Departement für Landwirtschaft und Bauwesen vor; hierbei setzte er sich für die Erweiterung des Strassennetzes, die Gäubahn, Entsumpfungen und Flusskorrektionen ein.
Von März bis Juni 1875 war er Nationalrat der Linken, bis er zurücktrat; sein Vorgänger war Albert Brosi.
Er war, gemeinsam mit Daniel Flückiger, Franz Xaver Beck und Paul Wullièmoz (1834–1892), Urheber einer Motion zur Schaffung einer Centralstelle für Landwirthschaft, die 1884 die nationalstaatliche Agrarpolitik einleitete, indem der Bundesbeschluss über die Förderung der Landwirtschaft erfolgte; dazu wurde mit weiterem Bundesbeschluss vom 17. März 1877 die, in Bern von Friedrich Gottlieb Stebler seit 1875 auf privater Basis geführte, Samenkontrollstation vom Bund übernommen und der ETH Zürich angegliedert.
Er war auch ein Förderer der Viehzucht und engagierte sich Anfang der 1880er Jahre für die Schaffung eines gesamtschweizerischen Herdbuchs; hierbei kam es jedoch zum Bruch mit Adolf Kraemer, der für den Aufbau lokaler Herdbücher plädierte.
Bonaventura Baumgartner war in verschiedenen Institutionen als Verwaltungsrat tätig, unter anderem von 1867 bis 1873 in der Rentenanstalt.

## Ehrungen und Auszeichnungen
An der Strasse nach Balsthal wurde ein Gedenkstein mit der Inschrift Dem Förderer der Landwirthschaft, B. Baumgartner, Landammann für den Regierungsrat und Agronomen Bonaventura Baumgartner errichtet.

## Mitgliedschaften
Als Verfechter der bäuerlichen Interessen sass Bonaventura Baumgartner von 1863 bis 1881 im Vorstand des Schweizerischen Landwirtschaftlichen Vereins und war von 1870 bis 1881, als Nachfolger von Johann Baptist Wietlisbach (1822–1887) deren Präsident.
Als Nachfolger von Amanz Kaspar Affolter war er von 1862 bis 1878 Präsident des Landwirtschaftlichen Kantonalvereins Solothurn; ihm folgte Alois Marti (1837–1901).
1879 wurde er Ehrenmitglied der Zofingia.
Er war Mitbegründer der Landwirtschaftlichen Konsumgenossenschaft des Kantons Solothurn, die 1880 gegründet worden war.

## Schriften (Auswahl)
- Beiträge zur Geschichte des landwirthschaftlichen Vereinswesens. 1874.
- Die vorzüglichsten Schweinerassen, ihre Aufzucht, Pflege und Masthaltung. Solothurn, 1877.
- Schweizerisches Herdebuch. Solothurn, 1880.
- Kurzer Bericht über die landwirthschaftliche Landesausstellung vom Elsass-Lothringen abgehalten in Strassburg vom 11. bis 18. September 1881. Solothurn, 1881.
- Die schweizerische Rindviehrassen, ihre Zucht, Pflege und Benutzung, gemeinfasslich bearbeitet für den Schweizerbauer. Solothurn, 1882 (Digitalisat).
- Die landwirtschaftliche Krisis und Vorschläge zu deren Beseitigung. Solothurn, 1883.